# Troitse-Lykovo (métro de Moscou)
La station Troitse-Lykovo (en russe : Троице-Лыково) est une future station de la ligne Arbatsko-Pokrovskaïa (ligne 3 bleue) du métro de Moscou, située sur le territoire du raïon de Stroguino dans le district administratif nord-ouest de Moscou.
Non terminée, il s'agit pour l'instant d'une plateforme technique.

## Situation sur le réseau
Établie en souterrain, la future station Troitse-Lykovo est située au point 203+01 de la ligne Arbatsko-Pokrovskaïa (ligne 3 bleue), entre les stations Krylatskoïe (en direction de Chtchiolkovskaïa), et  Stroguino (en direction de Piatnitskoïe chosse).

## Histoire

Vues de la station non terminée
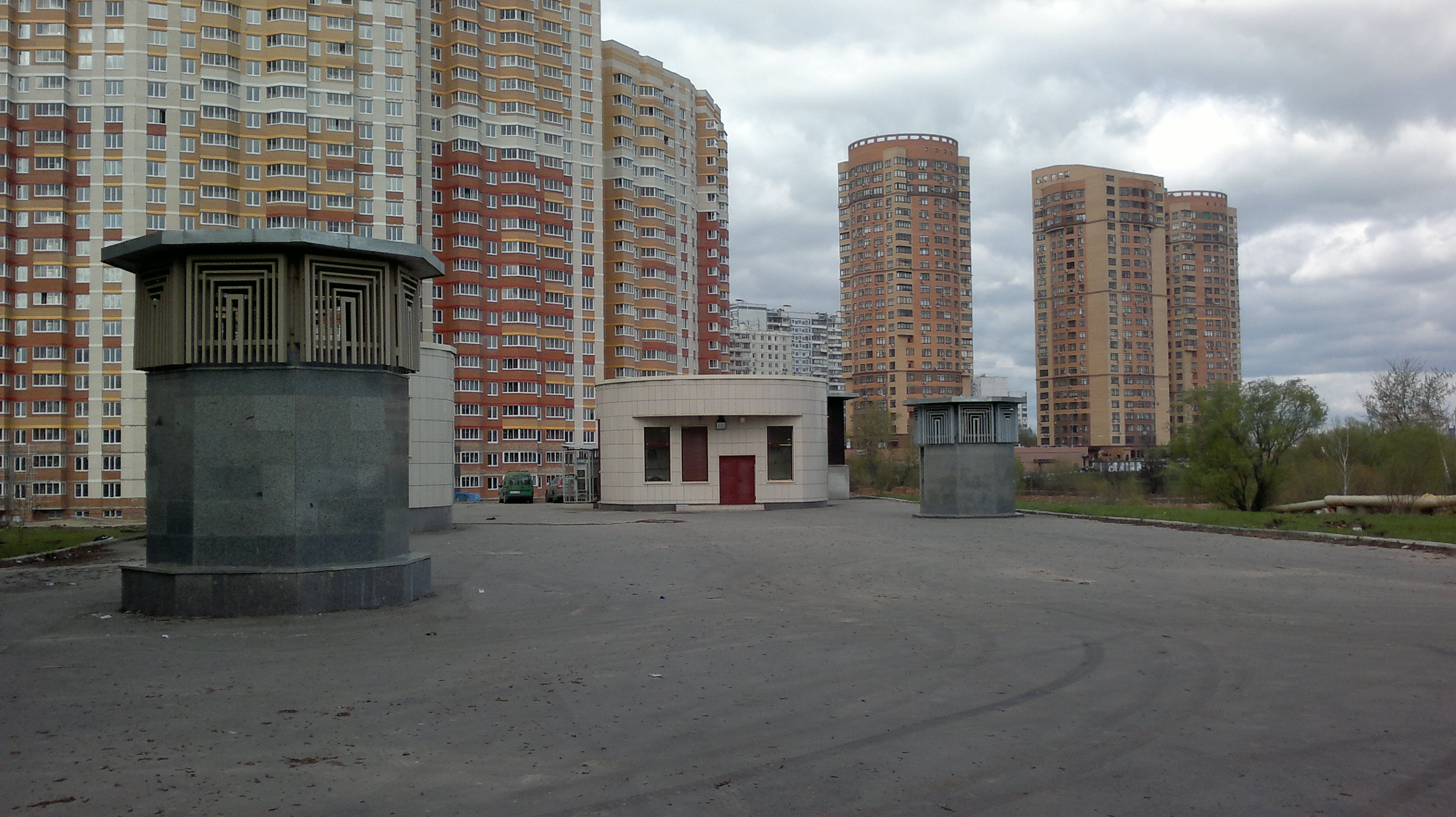
Entrée technique pour accès à la station.
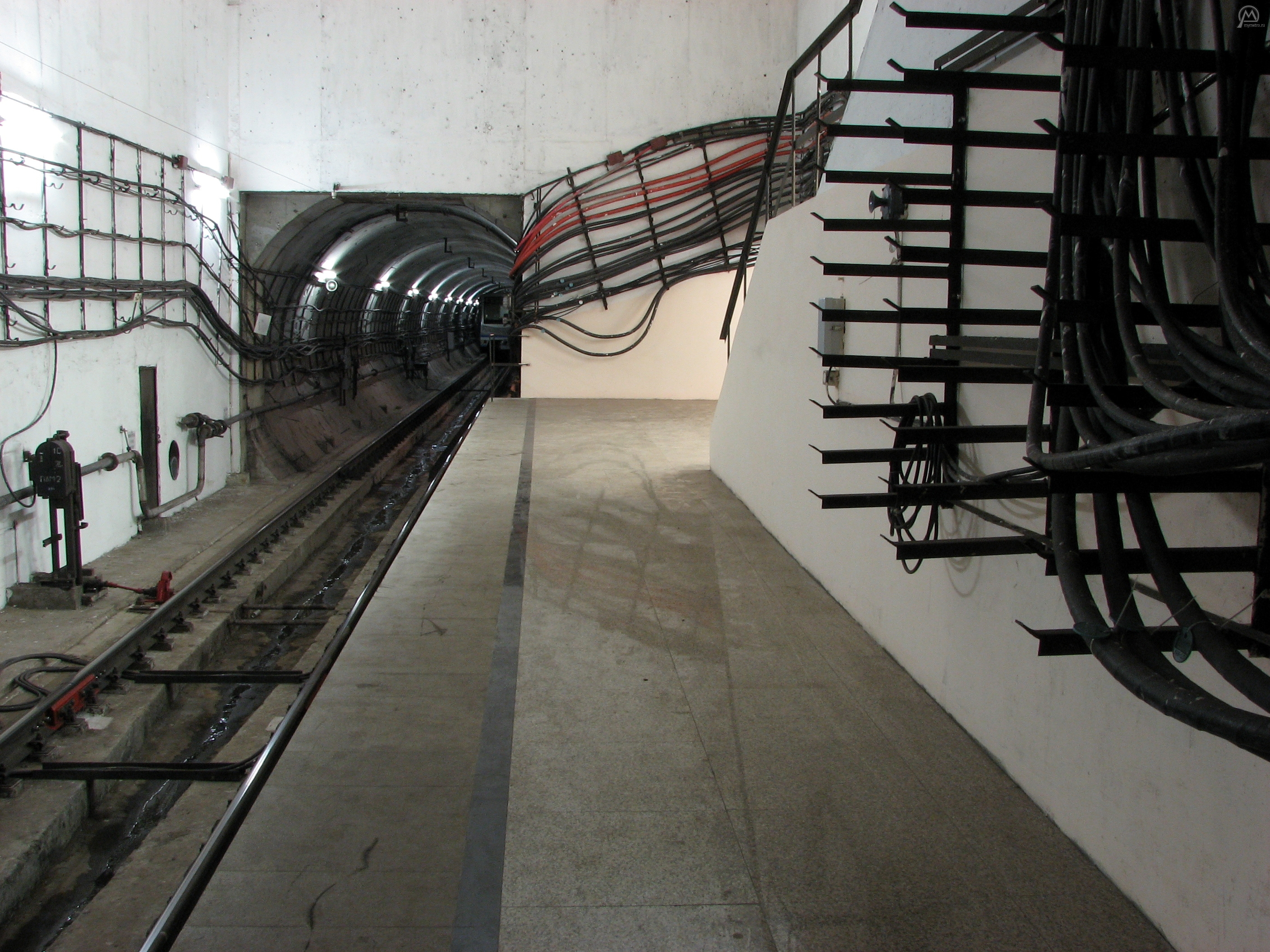
Plateforme en 2009